# 库尔特·迈尔 (雪车运动员)
库尔特·迈尔（德語：Kurt Meier，1962年4月6日—），瑞士前男子雪车运动员。他曾代表瑞士参加1988年和1994年冬季奥林匹克运动会雪车比赛，获得一枚金牌和一枚银牌。